# Civilization (jeu vidéo)
Pour les articles homonymes, voir Civilization et CIV.
Civilization est un jeu vidéo de stratégie au tour par tour de type 4X conçu par Sid Meier et édité par Microprose. Civilization est le premier jeu de la série homonyme, Civilization, où le joueur incarne le dirigeant d'une civilisation qu'il doit mener de l'âge de pierre à la conquête spatiale.
La première version, baptisée Sid Meier's Civilization, a été publiée en 1991, pour DOS ; elle a ensuite été portée sur Amiga 500 et Atari ST en 1992, et Amiga 1200 et Super Nintendo en 1994 ; des versions pour les systèmes Mac OS et Microsoft Windows ont aussi vu le jour.
En 1995, une version multijoueur a été éditée sous le nom CivNet (nom complet : Sid Meier's CivNet) ; cette refonte permet de jouer via un réseau local (LAN), par modem, par câble reliant les ordinateurs, ou en hotseat ; le jeu fonctionne sous Windows 3.1 et Windows 95, et le son et les graphismes ont été améliorés ; le système de jeu est en grande partie identique à celui de Civilization.

## Principes généraux

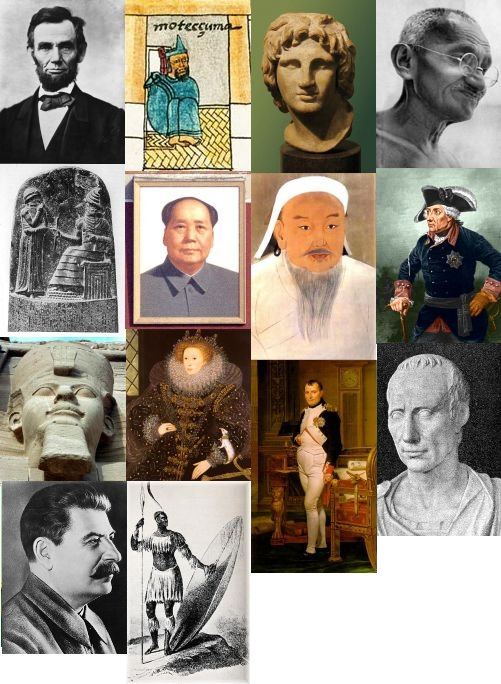
Montage symbolisant l'une des civilisations que le joueur peut diriger : Américains, Aztèques, Grecs, Indiens, Babyloniens, Chinois, Mongols, Allemands, Égyptiens, Anglais, Français, Romains, Russes, Zoulous.

Le joueur doit développer son empire en compétition avec plusieurs autres civilisations dirigées par l'ordinateur. Le jeu peut être gagné soit en détruisant toutes les autres civilisations, soit en étant la première civilisation à atteindre Alpha Centauri. Faute de victoire, la partie s'achève à une date déterminée en fonction du niveau de difficulté choisi. Le score final du joueur dépend de nombreux paramètres, dont notamment le nombre de citoyens heureux ou contents, du nombre de merveilles possédées, du nombre de tours sans guerre dans le monde, du nombre de découvertes futuristes en plus de celles disponibles dans l'arbre technologique, du nombre de cases de terrain pollué, du nombre de personnes qui pourraient être envoyées dans l'espace, et du « panache » de la victoire (un bonus de 1 000 points est obtenu en cas de conquête du monde, et un multiplicateur variant en fonction de la date de victoire et de la difficulté choisie est appliqué au score brut).
En début de partie, en 4000 av. J.-C., le joueur commence avec un, parfois deux, colons. Le jeu se complexifie rapidement : le joueur doit contrôler des variables globales pour son pays (régime politique, taux d'imposition, taux de produits de luxe) et gérer plus finement de plus en plus de villes et d'unités ; une partie peut durer plusieurs centaines de tours. Pour suivre l'évolution de sa civilisation, le joueur dispose de conseillers (qui l'informent de l'état de ses villes, de sa situation militaire, de sa situation diplomatique, de la satisfaction de son peuple, et de ses performances commerciales et scientifiques), de rapports (qui l'informent des merveilles déjà construites, des cinq plus grandes villes du monde, du score de sa civilisation et de ses performances relatives comparées à celles des autres civilisations, de la carte du monde connu, et — quand cela sera possible — de l'état d'avancement du vaisseau spatial) et d'une aide en ligne appelée Civilopedia.
Le jeu propose quelques options de personnalisation de la planète : masse de terre (petite, normale, grande), température (fraiche, moyenne, chaude), humidité (aride, normal, humide), âge (3, 4, 5 milliards d'années), et nombre de civilisations (de 3 à 7). Le monde est généré aléatoirement en fonction des paramètres : aucune partie n'aura le même monde que les autres, même avec des paramètres identiques. Des joueurs ont aussi créé des éditeurs et des scénarios pour changer les paramètres de Civilization, contrôlés par des fichiers au format texte, et ont modifié les icônes du jeu.

## Système de jeu

### Carte: terrains et ressources
La carte est divisée en cases (chaque case a six voisins) et chaque case représente un type de terrain : arctique, montagne, colline, désert, forêt, jungle, marécage, océan, plaine, prairie, rivière, toundra. Chaque terrain fournit un nombre variable de ressources naturelles : matériaux de construction (représentés par des boucliers), nourriture (représentée par des épis de blé) et revenus commerciaux (représentés par des doubles flèches dorées) ; une case peut en outre fournir des ressources spéciales qui procurent des bonus en ressources naturelles : charbon, poisson, gibier, gemmes, or, chevaux, oasis, pétrole, phoques ; des progrès techniques permettent d'aménager ou de changer la nature des différentes cases (ex. : pose de voies ferrées, transformation d'un désert en prairie, etc.).
Des barbares, qui apparaissent aléatoirement dans les zones hors de contrôle des civilisations (y compris en mer), viennent détruire les aménagements de cases et piller les villes mal défendues.

### Villes: citoyens, bâtiments, merveilles

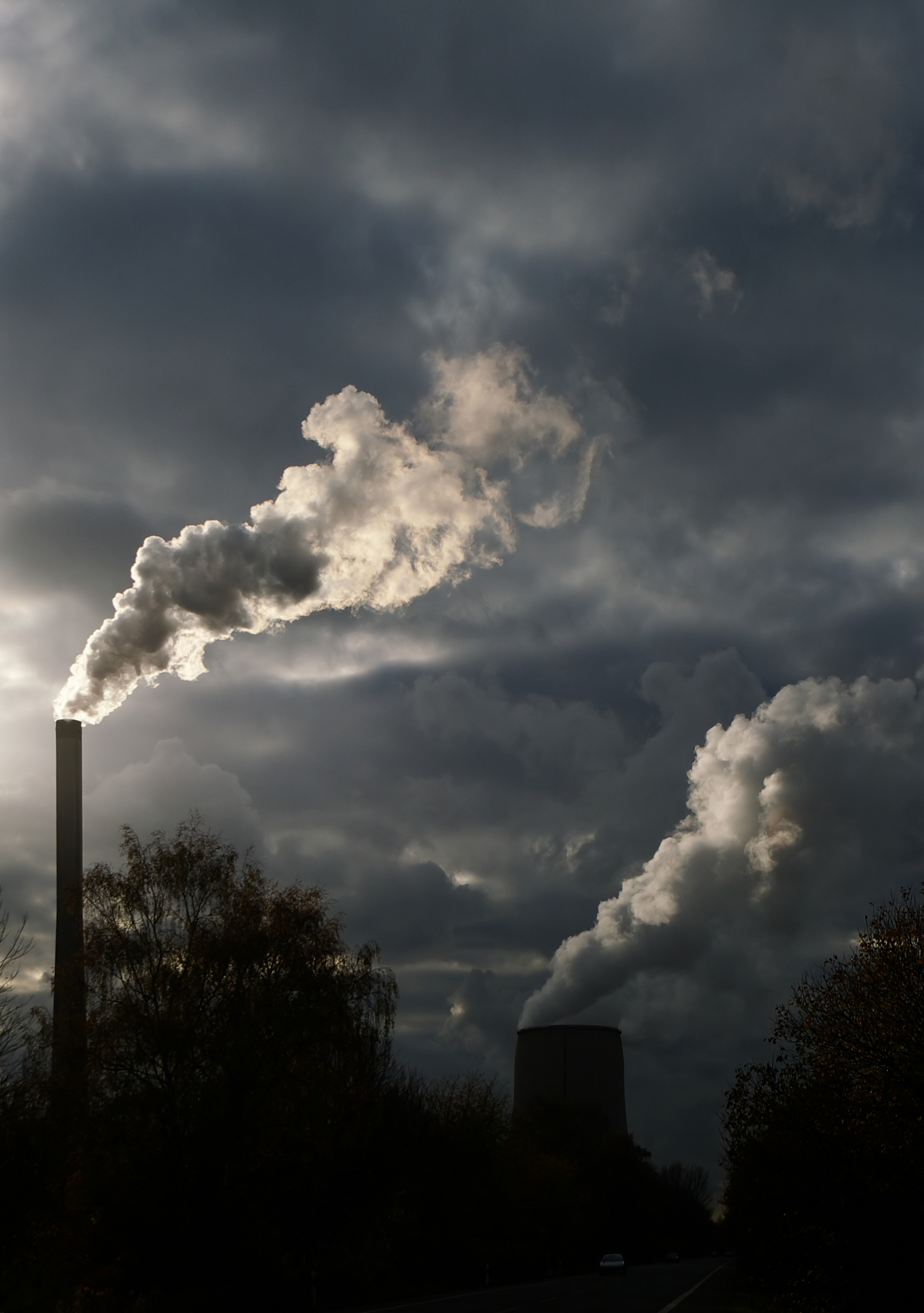
La gestion de la pollution est l'un des grands défis de fin de partie.

Les villes sont l'élément déterminant du jeu : elles produisent les bâtiments, les unités, et les composants du vaisseau spatial quand la course à l'espace débutera ; elles fournissent également l'or qui servira soit à alimenter le trésor du joueur, soit à financer la recherche scientifique. Le délai de production d'un bâtiment ou d'une unité dépend de la quantité de matériaux de construction collectée dans la ville ; le joueur peut néanmoins puiser dans son trésor pour accélérer la production, qui devient disponible au début du tour suivant. Certains bâtiments ne peuvent être construits qu'une fois par partie : ce sont les Merveilles du monde, qui procurent généralement un avantage substantiel à la civilisation qui en bâtit une en premier (cela s'appelle "la course à la merveille").
Le nombre de citoyens dans une ville détermine le nombre de cases exploitées (20 cases au maximum, même si le nombre de citoyens dépasse 20). La productivité et le moral des citoyens sont améliorés par les bâtiments locaux à chaque ville (aqueduc, banque, bibliothèque, temple, etc.) et par les merveilles possédées par le joueur. Certains citoyens peuvent être affectés à une tâche spécifique plutôt qu'à l'exploitation d'une case : les savants accélèrent la recherche scientifique, les percepteurs accroissent la collecte des impôts, les artistes fabriquent des produits de luxe qui rendent les gens heureux.
Au fil du temps et des avancées technologiques, chaque civilisation génère toujours plus de pollution, qui peut menacer toute la planète et aboutir à une catastrophe climatique : en effet, les villes sont de plus en plus peuplées et produisent toujours plus de biens, ou des belligérants décident de se servir d'armes nucléaires dévastatrices.

### Unités
Les unités possèdent un facteur d'attaque, un facteur de défense, une capacité de déplacement (en case par tour), et peuvent avoir des capacités spéciales. Une unité produite dans une ville équipée d'une caserne ou qui a remporté une victoire au combat peut obtenir le statut de « vétéran » et ainsi disposer de 50 % de bonus à ses facteurs d'attaque et de défense.
Les colons sont des unités essentielles pour développer le domaine du joueur : ils sont capables de transformer les terrains, d'aménager les cases (c'est-à-dire notamment de créer des routes, des voies ferrées, des mines, et des irrigations), et de fonder une ville nouvelle (une ville qui forme un colon « perd » un citoyen ; quand un colon fonde une ville, il disparait et la nouvelle ville commence avec un citoyen).
Les caravanes sont un autre type d'unité non combattante ; elles servent à établir des routes commerciales ou à accélérer la production d'une merveille dans une ville (ce qui correspond à un transfert de matériaux de construction).
Toute unité est liée à une ville d'attache qui en assure le coût de maintenance (qui dépend du régime choisi par le joueur).

### Recherche

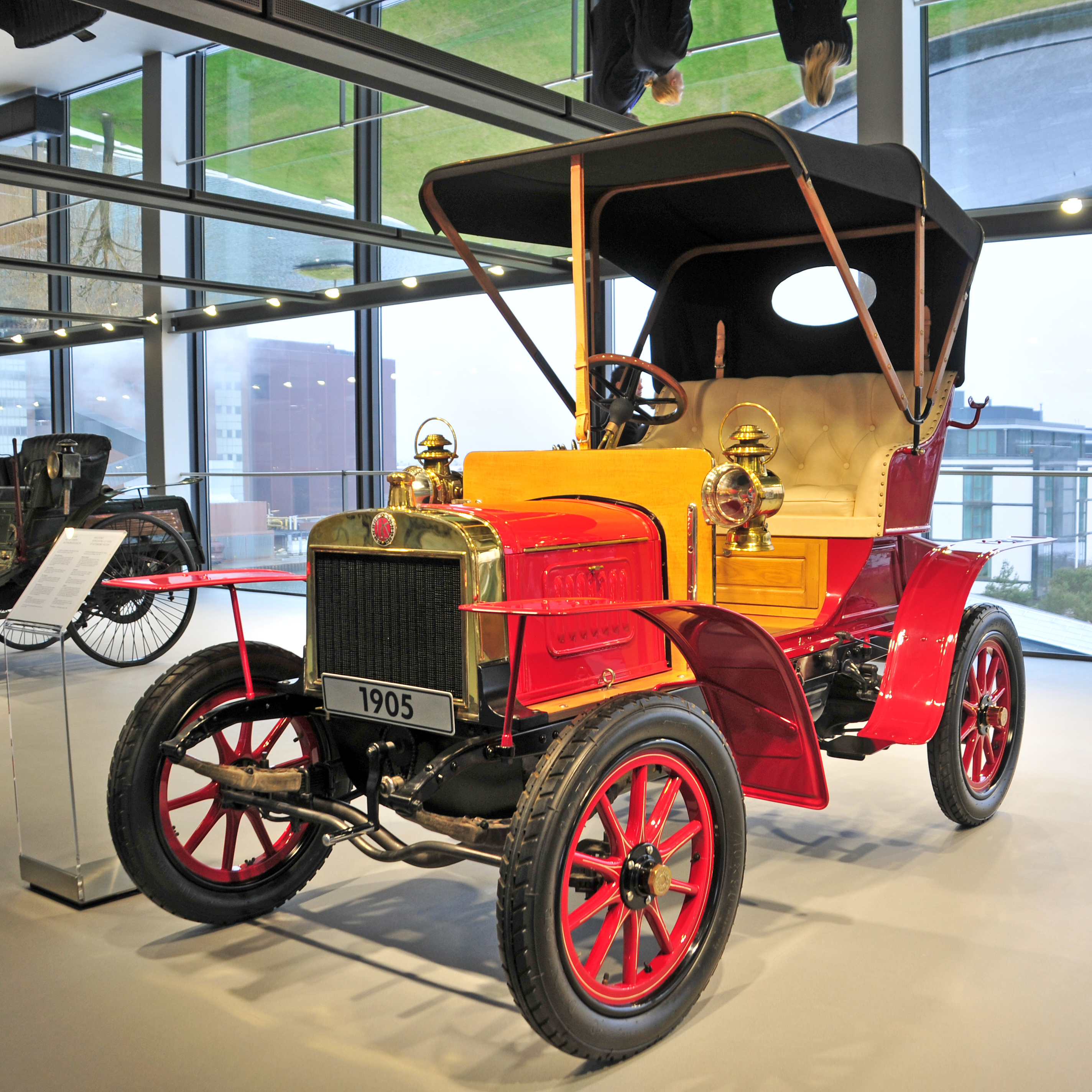
L'invention de l'automobile sera une étape importante de la partie.

L'arbre technologique de Civilization est divisé en 3 périodes historiques : Antiquité, Moyen Âge, époque industrielle. La recherche progresse par étapes : chaque invention rend possible la recherche de connaissances plus élaborées, des premières poteries jusqu'au vol spatial, permet de produire de nouveaux bâtiments et de nouvelles unités, et permet de changer de régime politique.
Les efforts de recherche peuvent être internes (le joueur développe les technologies) ou acquis auprès d'autres joueurs (diplomatiquement, militairement ou par l'espionnage).

### Diplomatie
Le réalisme du jeu est renforcé par les interactions entre les joueurs, qui s'étoffent en cours de partie : demande de tribut, guerre, paix, etc. Une civilisation qui connait l'écriture dispose de diplomates qui peuvent, quand ils atteignent une ville adverse, établir une ambassade (pour obtenir des rapports plus précis sur l'adversaire), réaliser une mission d'espionnage, voler une technologie, saboter une production en cours, encourager une révolte, ou provoquer une rencontre avec un dirigeant pour entamer des discussions diplomatiques avancées. Les diplomates peuvent également tenter de corrompre les unités adverses.
Certains régimes contraignent le joueur à respecter la paix (démocratie, par exemple), sauf à décider d'un coup d'état ou d'une révolution.

## Postérité
Civilization II est sorti en 1996, Civilization III en 2001, Civilization IV en 2005, Civilization V en 2010, Civilization : Beyond Earth en 2014 et Civilization VI en 2016. Ces différentes versions apportent de fortes modifications du gameplay originel ; depuis Civilization IV, le jeu est en 3D.
Civilization: Call to Power est une franchise tout à fait distincte éditée par Activision en 1999 et portée sous Linux par Loki Software. Les détenteurs des droits d'auteur de Civilization ont pris des mesures légales contre l'utilisation du terme « Civilization » dans la série « Call to Power ».
Freeciv est une version libre et gratuite développée par des fans à partir de 1996.
Un easter egg se trouve dans la plupart des épisodes de la série et fait référence à un bug de Civilization qui pousse Gandhi, quand il est contrôlé par l'ordinateur, à être très agressif et à utiliser massivement les armes nucléaires. Ce comportement vient du fait que l’agressivité des personnages du jeu est notée de 0 à 255. Gandhi en tant que dirigeant pacifique démarre avec un score de 1. Mais quand l'ordinateur adopte la démocratie comme gouvernement, elle gagnait un bonus de -2 en agressivité. De ce fait, Gandhi devrait normalement avoir un score de -1. Sauf que le jeu n'a pas été programmé pour avoir une valeur négative et remplace le score de Gandhi par 255, le maximum. Les développeurs ont décidé de rendre hommage à cette erreur de programmation dans les jeux suivants.
En réalité, selon Brian Reynolds, concepteur principal du jeu Civilization II, il n'y a que trois niveaux d'agressivité possibles dans Civilization et même si l'IA de Gandhi possède le niveau le plus faible, il le partage avec un tiers des autres dirigeants. De plus, sur la base de ses souvenirs du code source de Civilization, Reynolds déclare qu'il n'y a aucune variable non signée dans cette section de code et que les dirigeants ne peuvent pas agir de manière plus agressive que les dirigeants les plus agressifs du jeu. Un dirigeant avec un niveau d’agressivité de 255 agirait donc de la même manière qu’un dirigeant avec un niveau d’agressivité de 3.
Selon Sid Meier, puisque toutes les variables entières sont signées par défaut en C et C++ (respectivement les langages de programmation de Civilization et Civilization II), le dépassement d'entier ne se serait pas produit si l'agressivité de Gandhi avait été fixée à –1. De plus, la forme du gouvernement n'affecte pas du tout l'agressivité de l'IA, donc le niveau d'agressivité de Gandhi reste le même tout au long du jeu. Pendant les guerres, l’Inde aurait la possibilité d'employer des armes nucléaires comme n’importe quelle autre civilisation, mais Gandhi ne les utiliserait pas plus souvent qu’Abraham Lincoln ou tout autre dirigeant considéré comme pacifique,,.
La légende urbaine pourrait provenir de la tendance de l'Inde à découvrir la technologie nucléaire avant la plupart de ses adversaires en raison de la nature scientifique de cette civilisation,. Reynolds note que tous les dirigeants du jeu deviennent « assez désagréables » après l'acquisition d'armes nucléaires par leur pays et suggère que ce comportement semble simplement plus surprenant et mémorable lorsqu'il arrive à Gandhi.

## Accueil
| Civilization    |      |       |
| Média           | Nat. | Notes |
| Dragon Magazine | US   | 4/5   |
| Gen4            | FR   | 94 %  |
| Joystick        | FR   | 96 %  |